# Museu da Pontifícia Universidade Católica de Campinas
O Museu da Pontifícia Universidade Católica de Campinas foi fundado em 1958 como Departamento de Antropologia e Etnologia. Em seus 60 anos de atividades, reuniu um acervo que agrega cinco coleções que norteiam suas ações de produção cultural,  pesquisa e educação. Ao longo de suas gestões, essas coleções não somente agregaram novas peças, mas também foram investigadas por perspectivas distintas, atualizações discursivas, sendo elas: Antropologia, Etnologia, Cultura Popular, Japão Pré-industrial e Arquivo Iconográfico Institucional. Além de exibições do acervo . A sede administrativa funciona atualmente no Campus Central (Rua Marechal Deodoro, 1099 - Centro), sendo a entrada realizada pelo Pátio dos Leões, no entanto a programação de mostras pode variar entre locais.

## Breve histórico do Museu Universitário
Seu trajeto inicia-se na década de 1950, quando o professor Alfonso Trujillo Ferrari passa a organizar expedições etnográficas às diversas regiões do Brasil. Ao retornar, trouxe não apenas a bagagem intelectual, mas também objetos confeccionados pelos povos que conhecera e que tanto o fascinara.
Com o passar do tempo, as salas de aula e os almoxarifados da faculdade estavam lotados com estas relíquias. Em 1958, o então reitor da Universidade, monsenhor Emílio José Salim, inaugura o Departamento de Antropologia nas salas térreas do Pátio dos Leões (Campus Central) para a guarda do nascente acervo.
Pouco tempo depois, o prof. Trujillo foi convidado a atuar em uma instituição de ensino estrangeira. O Departamento de Antropologia passou a ser dirigido pelo prof. Desidério Aytai – antropólogo e engenheiro de origem húngara, já naquela época conhecido pela grande admiração e curiosidade que nutria pelos índios brasileiros. Em 1963, ele dá início à catalogação do acervo de acordo com sistemas internacionais de classificação, o que elevaria a coleção ao status de um museu: o Museu de Antropologia, Arqueologia e Folclore da PUC-Campinas.
O prof. Desidério concentrou-se em ampliar o acervo do Museu. Realizou escavações arqueológicas em diversas regiões do Brasil e expedições etnográficas para estudo das populações indígenas remanescentes e para a coleta de amostras de cultura material. Também trabalhou em parceria com outros pesquisadores, entre eles, agentes da FUNAI, do SPI e colaboradores de museus brasileiros e do exterior. Através destas parcerias, muitas doações e permutas de acervo foram feitas.
Outra grande preocupação do prof. Desidério foi a busca por um local ideal para acondicionar o acervo e disponibiliza-lo ao público. Em 1974, com a inauguração do Campus I da PUC-Campinas, o Museu é transferido para o prédio onde também funcionava a faculdade de Administração.
Em 1977, através de um convênio firmado entre a PUC-Campinas e a Prefeitura de Paulínia, o acervo do Museu passa a ser incluído no Museu Municipal de Paulínia. Este foi um dos períodos mais produtivos de atividade acadêmica do Museu: trabalhos científicos sobre o acervo foram publicados em periódicos nacionais e internacionais; cursos acadêmicos sobre as áreas de museologia, arqueologia e etnologia eram ministrados e consultorias para outros museus foram feitas pela equipe do Museu. A instituição teve até sua própria publicação, o Boletim do Museu Municipal de Paulínia.
O acervo retorna para Campinas em 1984 e é transferido para o Palácio da Mogiana, na Avenida Campos Sales – onde também funcionava a Delegacia Regional de Cultura de Campinas. Em 1985 o então reitor Heitor Regina assina a portaria que reconheceu oficialmente o museu, que passaria a se chamar Museu Universitário PUC-Campinas. O acervo, no entanto, permanece no Palácio da Mogiana.
Em 1987 é criado o Centro de Cultura e Arte (CCA) da PUC-Campinas, ao qual o Museu passa a ser vinculado temporariamente. Aos poucos, as atividades do Museu passam por mudanças: diminuem as pesquisas acadêmicas, mas aumentam os trabalhos voltados à comunidade e à divulgação científica, como exposições em espaços de grande circulação de público (escolas e parques da cidade), bem como, torna-se um órgão complementar da Universidade dissociado do Centro de Cultura e Arte.
Em 1999 o Museu passa a funcionar novamente no Campus I, cujo espaço físico destinava-se exclusivamente à salvaguarda do Acervo. Três anos depois, a primeira reforma neste espaço é realizada, e instala-se a Reserva Técnica definitiva, revitalizada com a segunda reforma em 2006 para a instalação de arquivos deslizantes. Em 2008, buscando facilitar o acesso do público, inicia-se a criação do espaço expositivo permanente do Museu no Campus Central. Inicialmente, as exposições foram montadas no piso inferior à Biblioteca da Faculdade de Direito. Um ano depois, passou a ocupar a Casa Azul, local onde anteriormente funcionavam os cursos de Biblioteconomia e Pedagogia.

## Acervo permanente
- Coleção Arqueológica

Reúne doações de material arqueológico feitas pelo prof. Desidério Aytai, resultantes de escavações nas regiões de Monte Mor (SP), Mairinque (SP), Sangradouro (MT), Rio Grande do Sul e Vale do Ribeira (SP). Conta com os mais variados tipos de registro arqueológico, como restos cerâmicos, líticos, ossos humanos e de fauna, carvões e amostras de sedimento.
- Coleção Etnológica

Coleção formada inicialmente pela ação acadêmica dos professores Alfonso Trujillo Ferrari e Desidério Aytai, ao final da década de cinqüenta à década de noventa, ambos professores do curso de Ciências Sociais da PUC-Campinas. A partir da década de 1980 houve participação de outros professores e pesquisadores, em especial, do prof. Agenor José Farias (Ciências Sociais) e professora Dulcimira Capisani (Artes Visuais), entre outras doações. Conta com cerca de 1000 peças entre armas, instrumentos musicais, herbário, adornos corporais, trajes rituais e utensílios diversos. Algumas das etnias representadas na coleção: Baniwa (AM), Bororo (MT), Guarani (SP),  Kadiwéu (MS), Kayapó (PA), Kaingang (SC), Kamaiurá (MT), Karajá (GO), Karitiana (RO), Krikati (MA), Maku (AM), Parakanã (PA), Pareci (MT), Pataxó (BA), Sateré-Mawé (AM), Terena (MS), Ticuna (AM), Tukano (AM),  Urubu Kaapor (MA), Xavante (MT), Xerente (TO) e Yanomami (AM).
- Coleção Folclore e Cultura Popular

Coleção formada a partir do trabalho da Profª. Laura Della Monica, que após extensa pesquisa de campo em várias regiões do Brasil peças representativas que revelam costumes, tradições, religiosidade, música, arte, entre outros aspectos da cultura imaterial brasileira. Conta com aproximadamente 190 peças entre cerâmica figurativa, utilitária, lamparinas, matrizes de xilogravuras, entre outros objetos. Este acervo pela sua própria característica vem crescendo com a contribuição da comunidade de artesãos e cidadãos que se conscientizam da importância de preservar a sua memória cultural por meio de doações de peças que revelam o seu patrimônio cultural.
Principais exposições:
• “ O Mundo da Criança – a Criança no Mundo” / “Atividades Lúdicas em Paulínia e Região” (1987/1988) –As propostas resultaram na produção de uma exposição, que faz parte do acervo documental do Museu Elisabeth Aytai.
• “Projeto Brinquedos e Brincadeiras Tradicionais” (1988/1989) - Este projeto desenvolveu uma pesquisa de campo na Região de Campinas, quando foram registradas maneiras do brincar das crianças de vários bairros da cidade. Alguns brinquedos coletados na ocasião estão incorporados no acervo do Museu Universitário da PUC-Campinas. O registro da pesquisa foi arquivado no mesmo Museu, sendo o material apresentado em Exposições Itinerantes, em vídeo institucional e em um livro lançado no 1º Encontro Latino Americano de Brinquedos e Brincadeiras.                
• “Oficinas Preservar Brincando” (1991/1995) – Utilizando a documentação levantada pela pesquisa do “Projeto Brinquedos e Brincadeiras Tradicionais; Patrimônio da Humanidade” (1988/1989) como referência e aplicando dinâmicas e metodologias de educação patrimonial através da Cultura Lúdica Infantil com o apoio de um teatrinho de bonecos.                                   
• Exposição itinerante (1992-1995): “Brinquedos e Brincadeiras” (Museu histórico e pedagógico – Mogi Guaçu; Parque ecológico – CPS; Lago do café – CPS; Parque ecológico – CPS; Museu da Cidade – CPS)
• “Projeto Brinquedos e Brincadeiras Tradicionais Patrimônio da Humanidade” (1994/1996)
• Exposição: “Brinquedos e Brincadeiras tradicionais”(1995) – Montevidéu – Uruguai 18/05
• Projeto Brinquedos Populares: “Vivência, Memória e Arte” (2000/2004), desenvolvido por meio de: Atividades do Curso: “Brinquedos Populares: Vivência, Memória e Arte” do Curso “Brinquedos Populares: Vivência, Memória e Arte” por meio programa “Práticas de Formação”.
- Coleção Japão Pré-Industrial

Acervo composto por artefatos de uso agrícola e doméstico do período histórico do Japão conhecido como Era Meiji (1868-1902), utilizados principalmente na rizicultura e na sericultura de regiões mais frias do país. Foi adquirido através de permuta com o The Little Museum of Man, de Nagoya.
- Coleção História da PUC-Campinas (Arquivo Iconográfico Institucional)

Acervo voltado para o registro da memória institucional da Universidade. Vem sendo reunido a partir dos dez últimos anos e passa atualmente por um processo de inventário e curadoria. Os exemplares foram adquiridos mediante doações ocasionadas como resultado da reestruturação e inovação física e curricular da Universidade. Algumas Faculdades (de modo particular, a Faculdade de Odontologia) que passaram a enviar exemplares de peças ao Museu, no sentido de preservá-los. Desta maneira, a formação desta coleção envolve a participação da comunidade interna, ex-alunos, ex-professores, ex-funcionários, que reconhecem o valor da história que a Universidade escreveu no decorrer de sua trajetória.